# Alberta (Minnesota)
Alberta és una població dels Estats Units a l'estat de Minnesota. Segons el cens del 2000 tenia 142 habitants.

## Demografia
Segons el cens del 2000, Alberta tenia 142 habitants, 52 habitatges, i 42 famílies. La densitat de població era de 195,8 habitants per km².
Dels 52 habitatges en un 40,4% hi vivien nens de menys de 18 anys, en un 65,4% hi vivien parelles casades, en un 7,7% dones solteres, i en un 19,2% no eren unitats familiars. En el 19,2% dels habitatges hi vivien persones soles el 5,8% de les quals corresponia a persones de 65 anys o més que vivien soles. El nombre mitjà de persones vivint en cada habitatge era de 2,73 i el nombre mitjà de persones que vivien en cada família era de 3,1.
Per edats la població es repartia de la següent manera: un 31,7% tenia menys de 18 anys, un 4,9% entre 18 i 24, un 30,3% entre 25 i 44, un 21,1% de 45 a 60 i un 12% 65 anys o més.
L'edat mediana era de 34 anys. Per cada 100 dones de 18 o més anys hi havia 98 homes.
La renda mediana per habitatge era de 43.500 $ i la renda mediana per família de 44.000 $. Els homes tenien una renda mediana de 29.250 $ mentre que les dones 20.250 $. La renda per capita de la població era de 15.296 $. Cap de les famílies estaven per davall del llindar de pobresa.

## Poblacions més properes
El següent diagrama mostra les poblacions més properes.